# ماجرای اسرارآمیز در استایلز
ماجرای اسرارآمیز در استایلز (به انگلیسی: The Mysterious Affair at Styles) رمانی پلیسی اثر آگاتا کریستی است.
این کتاب در سال ۱۹۱۶ در اواسط جنگ جهانی اول نوشته و در اکتبر ۱۹۲۰ توسط انشارات جان لین در آمریکا و در ژانویه ۱۹۲۱ در بریتانیا به چاپ رسیده‌است، قیمت این کتاب در ایالات متحده ۲ دلار و در بریتانیا ۷ شلینگ و ۶ پنس بوده‌است.
کتاب ماجرای اسرارآمیز در استایلز اولین کتاب منتشر شده از آگاتا کریستی بوده که شخصیت‌های هرکول پوآرو، بازرس جپ و آرتور هستینگز در آن معرفی شده‌است.

## خلاصه داستان
این داستان اولین حضور هرکول پوآرو کارآگاه معروف بلژیکی داستان‌های آگاتا کریستی است و در میانه جنگ جهانی دوم نوشته شده‌است. کاپیتان آرتور هستینگز سریاز ارتش پادشاهی بریتانیا پس از زخمی شدن در جبهه جنگ به دعوت دوست قدیمی اش جان کاوندیش برای گذراندن دوران نقاهت به ساسکس و عمارت باشکوه و قدیمی آنها به نام «عمارت استایلز» می‌رود. مادرخواندهٔ جان که همسر دوم پدرشان بود و ارثیه پدرشان به او رسیده و اکنون زنی ثروتمند و دست و دلباز است، با گشاده‌رویی از هستینگز استقبال می‌کند. اوضاع خانواده اما به خاطر ازدواج مادرخوانده شان با آلفرد انگلتورپ، مردی بسیار جوانتر با رفتاری عجیب، کمی پیچیده به نظر می‌رسد. در عمارت استایلز، مری همسر جان کاوندیش، سینتیا دختر یکی از اقوام دور که اکنون در داروخانه بیمارستان کار می‌کند، لارنس کاوندیش برادر جان که در همان بیمارستان پزشکی می‌خواند و به نویسندگی علاقه دارد، ایولین هوارد (ایوی) دخترخاله آلفرد انگلتورپ و دوست صمیمی خانم امیلی انگلتورپ همگی باهم زندگی می‌کنند. ایوی با آلفرد انگلتورپ به‌شدت مخالف است و بارها به امیلی در این خصوص هشدار داد.
آرتور هستینگز، در روز ۱۶ ژوئیه ۱۹۱۶ به‌طور اتفاقی، یکی از دوستان قدیمی اش به نام هرکول پوآرو را می‌بیند. پوآرو که به خاطر جنگ، از بلژیک به انگلستان پناهنده شده، به لطف خانم انگلتورپ به همراه تعدادی دیگر از هموطنان بلژیکی اش در خانه‌ای در همان روستا، اقامت دارد. روز ۱۸ ژوئیه ۱۹۱۶، ایوی درحالی که دعوای سختی با امیلی کرده، آرتور هستینگز را به گوشه ای می‌کشد و از او می‌خواهد از امیلی در مقابل آلفرد انگلتورپ محافظت کند، او عنوان می‌کند به آلفرد و رفتارهایش مشکوک است و امیلی خود را عمداً به ندیدن می‌زند و همین هم باعث درگیری بین او و امیلی انگلتورپ شده. پس از رفتن ایوی، همسر جان کاوندیش صدای مشاجره ای را از اتاق خانم انگل تورپ می‌شنود و از یک جمله آن (دعوای بین زن و شوهر) به شوهرش جان کاوندیش شک می‌کند، هنگام شام آلفرد انگلتورپ می‌گوید که برای دیدن وکیلش می‌رود و لازم نیست کسی بخاطر او بیدار بماند چون کلید می‌برد. خانم انگلتورپ هم اعلام می‌کند شیرکاکائو را در اتاق صرف می‌کند و ضمناً از دورکاس مستخدمه خود می‌خواهد که بخاری اتاق را روشن کند. سینتیا شیرکاکائو خانم انگلتورپ را می‌برد و سپس از در بین اتاق خودش و خانم انگلتورپ خارج می‌شود. نیمه شب حال خانم انگلتورپ به طرز مشکوکی بد می‌شود و با توجه به قفل بودن در اصلی و در رابط دو اتاق، مجبور می‌شوند در اتاق را بشکنند، کمی بعد، امیلی انگلتورپ با درد فراوان جان می‌سپارد. موضوع به قتل رسیدن خانم انگلتورپ به میان می‌آید؛ همه به آلفرد انگلتورپ که در شب مرگ غایب بوده و به خانه برنگشته مشکوک می‌شوند. هستینگز پیشنهاد می‌دهد تا هرچه سریع‌تر پوآرو وارد ماجرا شود. پوآرو اتاق را بررسی می‌کند و متوجه می‌شود فنجان شیرکاکائو زیرپا له شده …